# Naissance en 1169
Naissance
- 1165
- 1166
- 1167
- 1168
- 1169
- 1170
- 1171
- 1172
- 1173

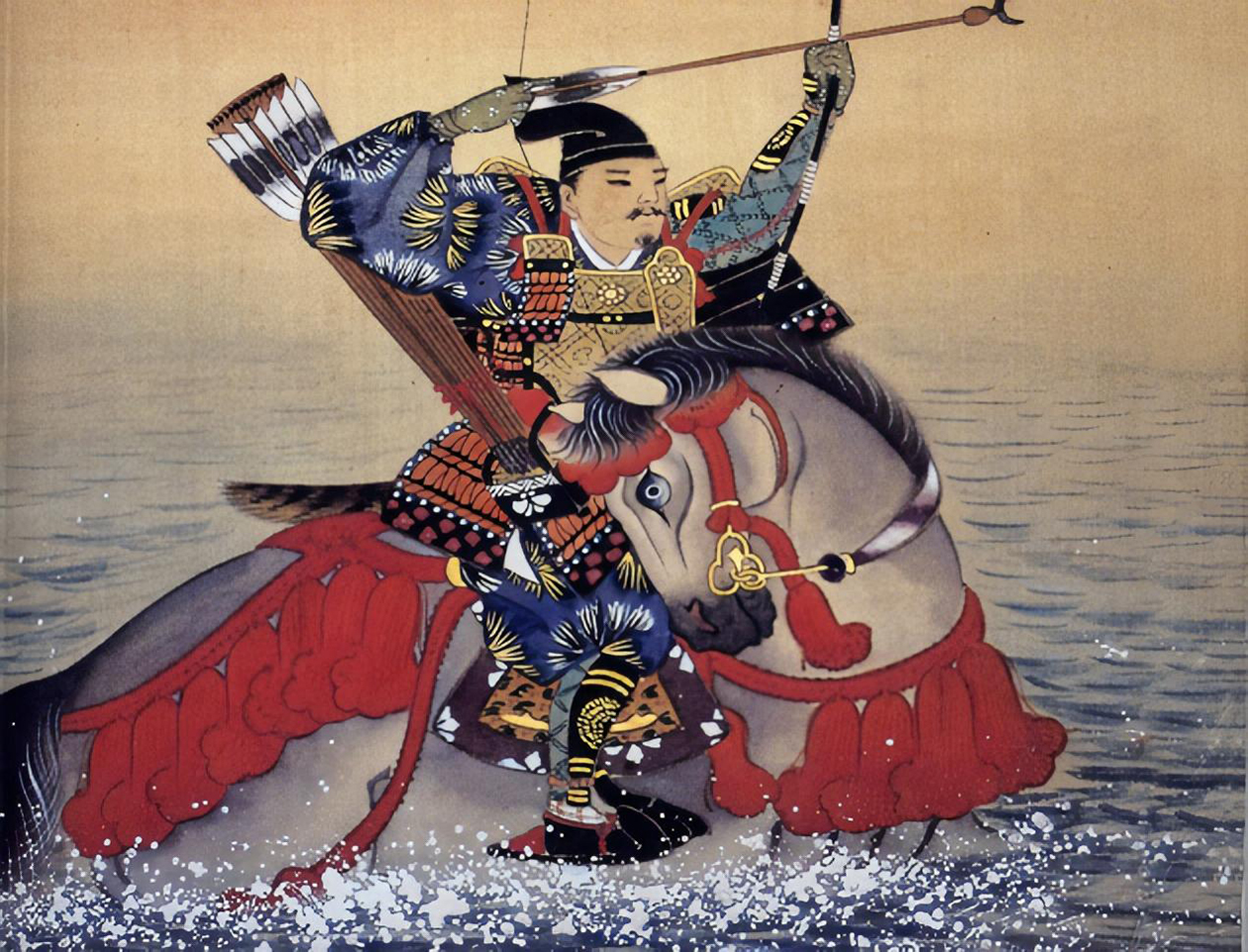
Nasu no Yoichi, né en 1169.

Cette page dresse une liste de personnalités nées au cours de l'année 1169 :

## En Europe
- 10 septembre[1] : Alexis II Comnène, empereur byzantin en 1180.
- Théodore Branas, général de l'Empire byzantin puis de l'Empire latin de Constantinople, seigneur des villes d'Apros, Andrinople et Didymoteicho en Thrace.

## En Asie
- Ahi Evren, prédicateur musulman turc.
- Kujō Yoshitsune, homme politique, poète et calligraphe japonais.
- Nasu no Yoichi, samouraï de la fin de l'ère Heian.
- Taira no Atsumori, samouraï.
- Al-Afdhal Nur ad-Din Ali, ou Abû al-Hasan Nûr ad-Dîn al-Malik al-'Afdhal `Alî ben Salâh ad-Dîn Yûsuf, sultan de Damas et sultan suprême de l’empire ayyoubide.

## Crédit d'auteurs
- Cet article est partiellement ou en totalité issu de l'article intitulé « 1169 » (voir la liste des auteurs).